# فراری جی‌تی‌سی۴لوسو
فراری جی‌تی‌سی۴لوسو (به‌ انگلیسی: Ferrari GTC4Lusso؛ با کد اف۱۵۱ام) یک خودروی گرند تورر چهار در است که توسط شرکت خودروساز ایتالیایی فراری و از سال ۲۰۱۶ تا ۲۰۲۰ تولید شده‌است.
فراری جی‌تی‌سی۴لوسو جانشین فراری اف‌اف است.

## مدل‌ها

### جی‌تی‌سی۴لوسو (۲۰۱۶–۲۰۲۰)
جی‌تی‌سی۴لوسو جانشین مدل اف‌اف است، جی‌تی‌سی۴لوسو یک شوتینگ بریک ۳ در با انتقال قدرت تمام چرخ محرک است و دارای یک موتور وی۱۲ در وسط جلو و به حجم ۶٫۳ لیتر است.
جی‌تی‌سی۴لوسو دارای موتور فراری اف۱۴۰ ۶۵ درجهٔ وی۱۲ با حجم
۶٬۲۶۲ سانتی‌متر مکعب (۳۸۲٫۱ اینچ مکعب) و به قدرت ۶۹۰ اسب بخار متری (۵۰۷ کیلووات؛ ۶۸۱ اسب بخار) در ۸۰۰۰ دور در دقیقه و ۶۹۷ نیوتن متر (۵۱۴ پوند-فوت) در ۵٬۷۵۰ دور در دقیقه گشتاور است، همچنین نسبت تراکم آن به ۱۳٫۵: ۱ افزایش یافته‌است. فراری ادعا می‌کند این خودرو با بیشینهٔ سرعت ۳۳۵ کیلومتر بر ساعت (۲۰۸ مایل بر ساعت) به اندازه اف‌اف، شتاب ۰–۱۰۰ کیلومتر بر ساعت (۰–۶۲ مایل بر ساعت) را در ۳٫۴ ثانیه پر می‌کند.
این خودرو با استفاده از نسخهٔ بهبود یافتهٔ (دوبد ۴آرام اوو) از سیستم چهار چرخ محرک فراری که در اف‌اف معرفی شده‌است، با فرمان چهار چرخ به ۴آرام-اس متصل شده‌است.
از این خودرو در نمایشگاه خودروی ژنو ۲۰۱۶ معرفی شد.
در ۳۱ اوت ۲۰۲۰، فراری تولید جی‌تی‌سی۴لوسو را بدون اعلام هیچ جانشینی متوقف کرد.

### جی‌تی‌سی۴لوسو تی (۲۰۱۷–۲۰۲۰)
جی‌تی‌سی۴لوسو تی یک نسخهٔ محور عقب از جی‌تی‌سی۴لوسو با موتور ۳٫۸ لیتری توئین توربو وی۸ است، اما سیستم فرمان چهار چرخ ۴دبلیواس آن با جی‌تی‌سی۴لوسو یکسان است.
جی‌تی‌سی۴لوسو تی دارای موتور فراری اف۱۵۴ وی۸ با توئین توربو به حجم ۳٬۸۵۵ سانتی‌متر مکعب (۲۳۵٫۲ اینچ مکعب)، به توان ۶۱۰ اسب بخار متری (۴۴۹ کیلووات؛ ۶۰۲ اسب بخار) در ۷٬۵۰۰ دور در دقیقه و ۷۶۰ نیوتن متر (۵۶۱ فوت-پوند) گشتاور در ۳٬۰۰۰–۵٬۲۵۰ دور در دقیقه است. طبق گفتهٔ سازنده، این خودرو می‌تواند به بیشینهٔ سرعت ۳۲۰ کیلومتر بر ساعت (۱۹۹ مایل بر ساعت) کیلومتر برسد و ۰ تا ۱۰۰ کیلومتر بر ساعت (۰ تا ۶۲ مایل بر ساعت) را در ۳٫۵ ثانیه پر می‌کند.
از این خودرو در نمایشگاه خودروی پاریس ۲۰۱۶ پرده برداری شد.

## طراحی

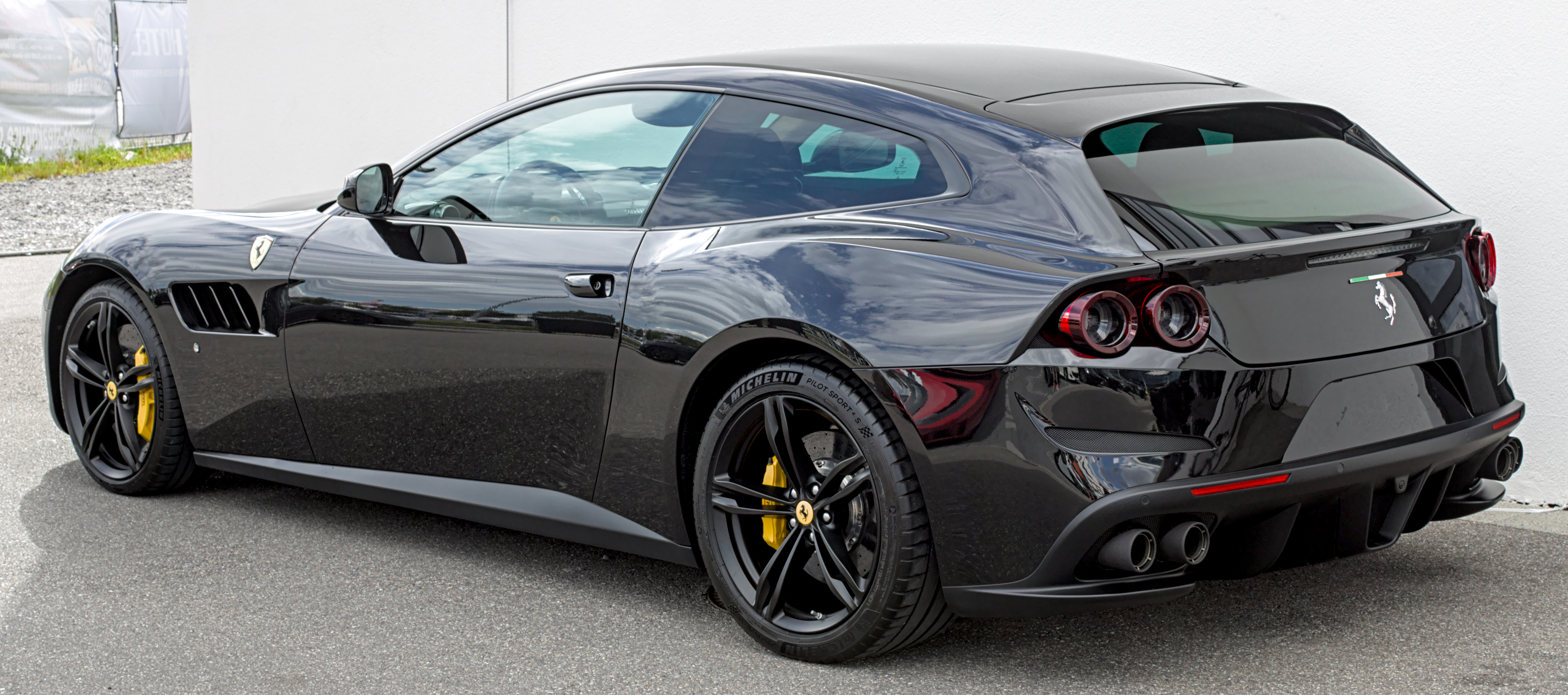
نمای عقب

سبک بدنهٔ جی‌تی‌سی۴لوسو شبیه اف‌اف است. عقب این خودرو چراغ‌های گرد دوتایی دارد که آخرین بار در مدل فراری اف۴۳۰ به کار رفته‌است. در درون آن نیز طرح مفهومی کابین دوگانه وجود دارد که جدا کردن صندلی راننده و صندلی شاگرد در آن توسط یک تقسیم مرکزی صورت پذیرفته‌است. جلوی این خودرو یک جلو پنجرهٔ مشبک وجود دارد که تمام خنک‌سازی لازم را فراهم می‌کند. 
طراحی جی‌تی‌سی۴لوسو پیشرفته‌تر از یک طرح شوتینگ بریک کوپه است. این پیچیدگی به‌حدی است که شاید بتوان آن را جزو فست‌بک‌ها قرار داد.

## موتورها
| مدل             | سال(ها)   | گونه/کد                                                            | قدرت، گشتاور |
| --------------- | --------- | ------------------------------------------------------------------ | --- |
| جی‌تی‌سی ۴لوسو    | ۲۰۱۶–۲۰۲۰ | ۶٬۲۶۲ سانتی‌متر مکعب (۳۸۲٫۱ اینچ مکعب) وی۱۲ (اف۱۴۰ ئی‌دی)            | ۶۹۰ اسب بخار متری (۵۰۷ کیلووات؛ ۶۸۱ اسب بخار ترمز) در ۸٬۰۰۰ دور در دقیقه، ۷۰۰ نیوتن متر (۵۱۶ فوت-پوند) در ۵٬۷۵۰ دور در دقیقه       |
| جی‌تی‌سی ۴لوسو تی | ۲۰۱۷–۲۰۲۰ | ۳٬۸۵۵ سانتی‌متر مکعب (۲۳۵٫۲ اینچ مکعب) وی۸ توئین توربو (اف۱۵۴ بی‌دی) | ۶۱۰ اسب بخار متری (۴۴۹ کیلووات؛ ۶۰۲ اسب بخار ترمز) در ۷٬۵۰۰ دور در دقیقه، ۷۶۰ نیوتن متر (۵۶۱ فوت-پوند) در ۳٬۰۰۰–۵٬۲۵۰ دور در دقیقه |

## فراخوان‌ها
مدل‌های ۲۰۱۶ و ۲۰۱۷ جی‌تی‌سی۴لوسو به دلیل استفاده از ایربگ‌های معیوب تاکاتا از سوی فراری فراخوان خوانده شدند.